# Emmanuel Monick
Emmanuel Monick, né au Mans le 10 janvier 1893 et mort à Neuilly-sur-Seine le 23 décembre 1983,  est un haut fonctionnaire, résistant et banquier français. 

## Biographie

### Jeunesse et études
Élevé en province, fils de Melchior Monick, dentiste puis rentier, et de Marie Duval, Emmanuel Monick effectua ses études supérieures à Paris. Licencié en lettres et en droit, il passa avec succès le concours de l'École libre des sciences politiques, dont il sortit diplômé. 
En 1914, à 21 ans, Emmanuel Monick s'engagea dans l'infanterie. Il connut, pendant quatre années, le dur sort des soldats et les souffrances de la guerre de tranchées. Il affronta l'épreuve meurtrière des grandes batailles : à Verdun, en cinq jours, son régiment perdit la moitié de son effectif. 
À la fin de la guerre, Monick était capitaine, officier de la Légion d'honneur et titulaire d'une croix de guerre avec cinq palmes et deux étoiles. 
Épouse Madeleine Perrusson (1895-1961) le 30 juin 1920 à Paris. De cette union, deux enfants, Jacqueline (1921-2020) et Gisèle (1924-2017).   

### Parcours professionnel
Il est reçu au concours de l'inspection générale des finances en 1920. De 1930 à 1934, il est attaché financier à l'ambassade de France à Washington, où il noua une grande amitié avec l'ambassadeur Paul Claudel et rencontra Roosevelt. Nommé ensuite attaché financier à Londres (1934-1940), il rencontra Winston Churchill.
En mars 1941, Emmanuel Monick fut nommé secrétaire général du protectorat français du Maroc. Michel Debré fut alors son directeur de cabinet tandis que Robert Marjolin était son chef de cabinet.  Ses contacts avec le Consul général des États-Unis Robert Murphy et le chargé d'affaires américain à Tanger J. Rives Childs (en) facilitèrent d'une part la conclusion des accords Murphy Weygand sur l'approvisionnement de l'Afrique du Nord et d'autre part ouvrirent la voie à une intervention américaine, qui sera l'opération Torch (débarquement des troupes américaines en Afrique du Nord). Grâce à sa position, Monick permit aussi le passage vers les États-Unis de plusieurs personnes dont des juifs. Fin 1941, Vichy, réalisant les liens qu'il avait tissés avec les États-Unis, décida, sur l'injonction d'un câble envoyé par Otto Abetz et demandé par Ribbentrop, de son rappel en France. 
De retour en France, Emmanuel Monick se cacha dans l'Ain puis à Paris, sous le nom de résistant de "Bruère". Il participa alors à de nombreuses activités résistantes, notamment avec Michel Debré, et à la libération du Ministère des Finances à la demande d'Alexandre Parodi. Il devint Secrétaire Général des Finances et participa le 21 août 1944 au conseil des Secrétaires Généraux à Matignon.

#### Gouverneur de la Banque de France
Il fut ensuite nommé gouverneur de la Banque de France et prit ses fonctions le 7 octobre 1944 en remplacement d'Yves Bréart de Boisanger. Il s'oppose au projet de nationalisation de la banque centrale qui est acté par la loi du 2 décembre 1945. Il craint que la nationalisation du système bancaire ne réduise les prérogatives de la Banque de France. À ce poste, il dut notamment régler l'affaire de l'or de la Banque nationale de Belgique. Celle-ci avait confié en juin 1940 un tiers de ses réserves d'or à la Banque de France. Cet or avait été acheminé au Sénégal puis, en 1942, livré aux Allemands sur leur exigence par le gouvernement Laval. Il avait ensuite été fondu et revendu en Suisse. Dès octobre 1944, la même quantité de 220 tonnes d'or fut rendue à la Banque nationale de Belgique sur les réserves propres de la Banque de France. Grâce aux talents de négociateur d'Emmanuel Monick, la Banque de France récupéra ensuite 90 tonnes d'or et 250 millions de francs suisses.
Jean Guyot, autre inspecteur des finances, témoigna plus tard : « Nous étions une équipe de hauts fonctionnaires extraordinairement soudés qui avaient vécu les années de guerre, s'étaient engagés dans la Résistance. Nous devions faire face à des crises de trésorerie permanentes. Nous incarnions quelque chose de fort. Je me souviens : en 1948, Emmanuel Monick, ancien résistant, inspecteur des Finances, gouverneur de la Banque de France, avait été voir Henri Queuille, président du Conseil, à l'occasion d'une crise financière. Queuille, vieux briscard de la politique, homme de bon sens, tremblait devant Monick. Il était très impressionné ».
À la suite notamment de divergences avec le gouvernement,  Emmanuel Monick quitta son poste de gouverneur en janvier 1949, provoquant une légère inquiétude des marchés financiers.

#### Banques privées
Il devint alors président de la Banque de Paris et des Pays-Bas (future Paribas) jusqu'en 1962, puis président d'honneur. Il fut également président de la Banque ottomane de 1954 à 1975.
Le général de Gaulle lui demanda d'organiser une rencontre secrète avec le « comte de Paris », qui eut lieu le 13 juillet 1954 dans la propriété de Monick à Saint-Léger-en-Yvelines. C'était la première rencontre entre les deux hommes. Un récit en fut donné notamment par la « comtesse de Paris » dans un entretien avec Point de Vue Images du Monde en 1991 et par le « comte de Paris » dans son livre Dialogue Sur La France (Fayard, 1994).
Emmanuel Monick organisa de la même manière de nombreux rendez-vous discrets pour le général de Gaulle, avec des chefs d'État étrangers tels que le Roi du Maroc Mohamed V ou des personnalités politiques françaises comme le Président René Coty durant l'été 1956.
Monick était membre du conseil central et vice-président du comité français de la Ligue européenne de coopération économique, signataire des appels internationaux de 1954 et 1962 du Mouvement pour une union atlantique de l'Américain Clarence Streit et du Français Pierre Billotte, membre dirigeant de Fraternité mondiale ( World brotherhood ), chairman de son comité financier international et vice-président de sa section parisienne.
Jusqu'à la fin de sa vie, Emmanuel Monick fut un homme d'influence respecté et consulté par beaucoup tant dans le monde des affaires que dans l'univers politique.

## Œuvres
- Demain la paix (en collaboration avec Michel Debré), Paris, éditions Plon, 1945
- Pour mémoire, Paris, éditions Mesnil, 1970
- Refaire la France,  écrit dans la clandestinité avec Michel Debré sous les noms de résistants de Jacquier (Debré) et Bruère (Monick), Paris, Plon 1945 : dans cet ouvrage l'architecture institutionnelle de la Ve République est pour la première fois esquissée.